# Фортанга
Фортанга (ингуш. Форта; чечен. Марта (Фарта), устар. чечен. Балсурхи) — река в России, протекает в Ингушетии и Чечне. Правый приток Ассы. Длина реки — 69 км, площадь водосборного бассейна — 525 км².

## География

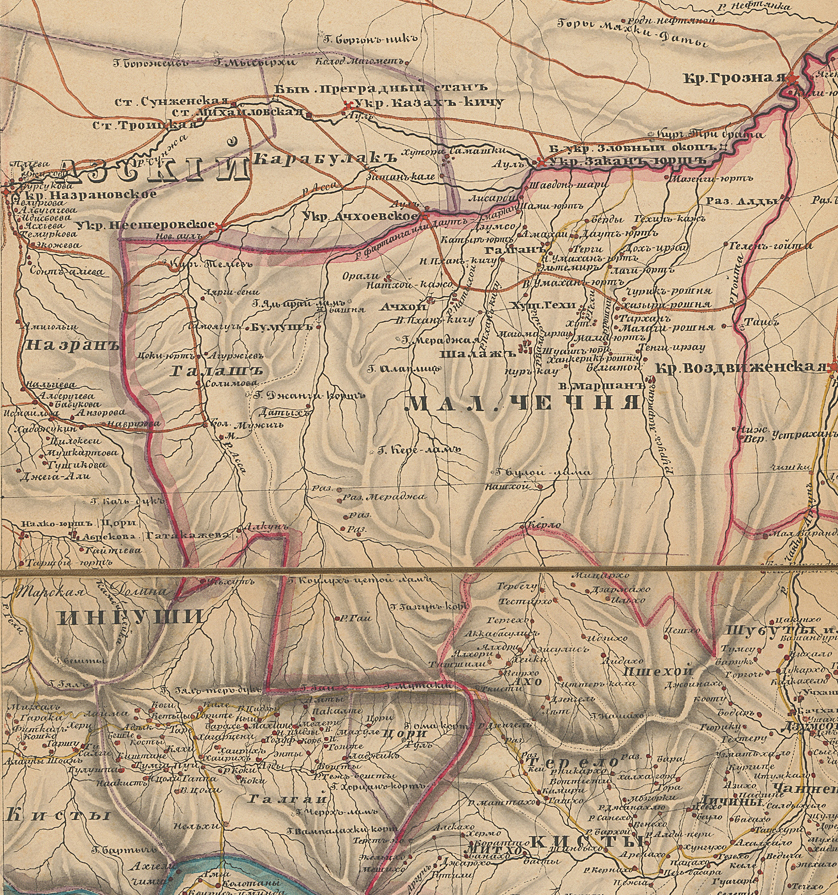
Река Фартанга на карте Малой Чечни. 1847 г.

Река берёт начало у границы Чечни в Ингушетии, на северном склоне хребта Цорейлам (Хайлам). В верхнем течении носит название Мартанка. Течёт на северо-восток. Устье реки находится у села Шаами-Юрт в 7,5 км по правому берегу реки Асса. Длина реки составляет 69 км.

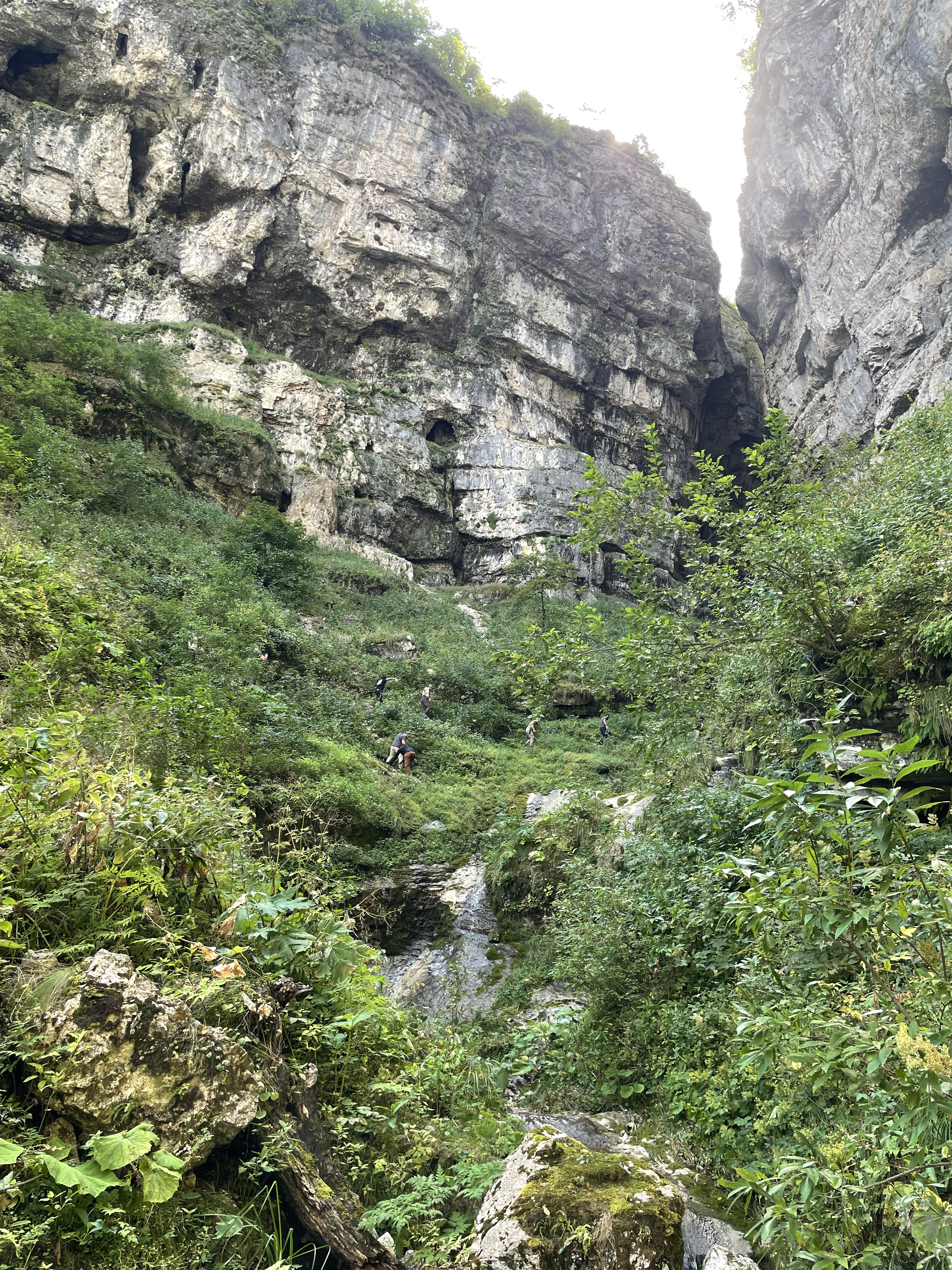
Исток реки у села Хьай.

Населённые пункты, стоящие в бассейне реки Фортанга: Хай, Хайара, Цеча-Ахки, Сингалхи, Ганд-Алие, Пхуматие, Катаргаштие, Мулкание, Мужган, Моштие, Мазанты, Декашари, Гозуни, Мереджи, Даких, Хайхарой, Гереты, Далг-Бух, Дак-Бух, Эгичож, Эгибосс, Даттых, Белхара, Гандалбос, Аршты, Издиг, Хуттунче, Акати, Берешки, Самиогочие, Мергйисте, Бамут, Ачхой-Мартан, Шаами-Юрт.

## Данные водного реестра
По данным государственного водного реестра России относится к Западно-Каспийскому бассейновому округу, водохозяйственный участок реки — Сунжа от истока до города Грозный. Речной бассейн реки — реки бассейна Каспийского моря междуречья Терека и Волги.
Код объекта в государственном водном реестре — 07020001112108200005536.

## В искусстве
- Художник А. И. Титовский в 1964 году создал серию рисунков, посвящённых пребыванию М. Ю. Лермонтова на Кавказе, один из которых — «Чечено-Ингушетия. Река Фортанга у сел. Ачхой-Мартан»[10].